# Winter (Familienname)
Winter ist ein Familienname.

## Herkunft und Bedeutung
Winter ist ein Familienname altenglischer oder althochdeutscher Herkunft, der insbesondere im deutschen und englischen Sprachraum gebräuchlich ist.

## Varianten
Winther, Wynter, De Winter

## Namensträger

### A
- Achim Winter (* 1961), deutscher Fernsehschaffender
- Adam Winter (1903–1978), deutscher Bildhauer, Keramiker und Archäologe
- Adele Winter-Frey (1836–1913), deutsche Sängerin und Schauspielerin
- Adolf Winter (Tischler) (1881–1960), deutscher Tischler
- Adolf Winter (Politiker), Mitglied des Gothaer Landtags
- Adolf Winter (AKH-Skandal) (* 1929), Spitzenbeamter der Stadt Wien
- Adrian Winter (* 1986), Schweizer Fußballspieler
- Albert Winter (Verleger) (1856–1939), deutscher Lehrer, Kartograf und Verleger
- Albert Winter (Politiker) (1896–1971), deutscher Journalist und Politiker (USPD), MdL Bayern
- Albrecht Winter (* 1970), deutscher Violinist, Orchesterleiter und Hochschullehrer
- Alex Winter (Alexander Ross Winter; * 1965), britisch-US-amerikanischer Schauspieler, Regisseur und Drehbuchautor
- Alexander Winter (1951–2019), deutscher Maler
- Alexander Wassiljewitsch Winter (1878–1958), sowjetischer Ingenieur
- Alfred Winter (Fotograf) (1837–1911), australischer Fotograf
- Alfred Winter (Politiker) (1862–1939), australischer Politiker
- Alfred Winter (Ringer), Ringer
- Alfred Winter (Kulturmanager) (* 1946), Landesbeauftragter des Landes Salzburg für kulturelle Sonderprojekte
- Alfred Winter (Epidemiologe) (* 1959), deutscher Epidemiologe und Medizininformatiker
- Alfred Winter-Rust (1923–2000), deutscher Maler
- Alicia Melina (* 1988), deutsche Sängerin und Boxerin
- Alison Winter (1965–2016), US-amerikanische Wissenschaftshistorikerin
- Aloys von Winter (1769–1856), deutscher Chirurg
- Aloysius Winter (1931–2011), deutscher Theologe
- Amalie Winter (1802–1879), deutsche Schriftstellerin
- Andreas Winter (Kaplan) (1774–1855), deutscher Kaplan
- Andreas Winter (Fußballspieler) (* 1958), deutscher Fußballspieler
- Andreas Winter (Pädagoge) (* 1966), deutscher Pädagoge und Hypnosetherapeut
- Andreas Winter (Mathematiker) (* 1971), deutscher Mathematiker
- Andy Winter, norwegischer Keyboarder
- Anita Winter (* 1971), deutsche Mathematikerin und Hochschullehrerin
- Ariel Winter (* 1998), US-amerikanische Sängerin und Schauspielerin
- Aron Winter (* 1967), niederländischer Fußballspieler
- Artur Winter (1935–2017), deutscher Modedesigner
- August Winter (Politiker, 1815) (Johann Carl August Winter; 1815–1876), deutscher Politiker, Mitglied der Frankfurter Nationalversammlung
- August Winter (Politiker, 1865) (1865–nach 1921), deutscher Politiker (SPD), MdL Preußen
- August Winter (Politiker, 1875) (1875–nach 1921), deutscher Politiker (SPD), MdHB
- August Winter (Offizier) (1897–1979), deutscher General und Nachrichtendienstmitarbeiter

### B
- Babette Winter (* 1964), deutsche Chemikerin und Ministerialbeamtin
- Barbara Winter (* 1944), deutsche Rennrodlerin
- Benjamin Winter (1988–2014), deutscher Vielseitigkeitsreiter
- Bernd Winter (Badminton) (* 1942), deutscher Badmintonspieler
- Bernd Winter (Fußballspieler) (* 1971), deutscher Fußballspieler
- Bernhard Winter (1871–1964), deutscher Maler
- Bettina Rösken-Winter (* 1966), deutsche Hochschullehrerin
- Brond de Grave Winter (1824–1892), deutscher Orgelbauer
- Bud Winter (1909–1985), US-amerikanischer Leichtathletiktrainer

### C
- Carl Winter (Verleger) (1806–1870), deutscher Verleger
- Carl Winter (Kunsthistoriker) (1906–1966), deutscher Kunsthistoriker
- Carl Julius Winter (1855–1914), deutscher Unternehmer
- Carmen Winter (* 1963), deutsche Schriftstellerin und Lyrikerin
- Carola Winter (* 1987), deutsche Fußballspielerin
- Carsten Winter (* 1966), deutscher Medienwissenschaftler
- Charles Winter (1821–1904), französischer Lithograf, Maler und Fotograf
- Charles E. Winter (1870–1948), US-amerikanischer Politiker
- Chelsea Winter (* 1983/1984), neuseeländische Köchin und Kochbuchautorin
- Christian Winter (Zoologe) (* 1934), deutscher Zoologe
- Christian Winter (Theologe) (* 1965), deutscher Theologe
- Christian Winter (Politiker) (* 1987), deutscher Politiker (SPD), MdL
- Christian Friedrich Winter (1773–1858), deutscher Verleger
- Christine Winter (Schauspielerin) (geb. Christine Jones; * 1958), britische Schauspielerin
- Christine Winter (Historikerin), deutsche Theologin und Historikerin
- Christopher Winter (Künstler) (* 1968), britischer Maler
- Christopher Winter (* 1971), deutscher Polospieler
- Clara Winter (* 1989), Person deutscher Nationalität im Bereich der Videokunst
- Claude Winter (1931–2011), französische Schauspielerin
- Conny J. Winter (1941–2019), deutscher Fotograf
- Cornelia Halin Winter (* 1974), Schweizer Pharmazeutikerin und Hochschullehrerin

### D
- Dagmar Winter (1931–2011), britische Schauspielerin, siehe Dana Wynter
- Dagmar Winter (Theologin) (* 1963), britische anglikanische Theologin und Bischöfin von Huntingdon
- Darren Winter (* 1970), australischer Radrennfahrer
- David Winter (* 1958), deutscher Schriftsteller, siehe Richard Schwartz (Schriftsteller)
- David Winter (Schauspieler) (* 1979), deutscher Schauspieler
- David A. Winter (David Arthur Winter; 1930–2012), kanadischer Biomechaniker
- David Alexander Winter (1878–1953), deutscher Rabbiner
- David Alexandre Winter (* 1943), niederländischer Sänger
- Denise Winter (* 1983), deutsche Künstlerin, Bildhauerin, Malerin
- Detlef Winter (1929–2010), deutscher Maler, Grafiker, Lithograph und Bühnenbildner
- Detlev G. Winter (* 1953), deutscher Autor
- Diana Winter (* 1985), österreichisch-italienische Musikerin
- Dieter Winter (* 1954), deutscher Fußballspieler und -trainer
- Diethelm Winter (* 1935), deutscher Verwaltungsjurist und Politiker
- Donald C. Winter (* 1948), US-amerikanischer Politiker
- Dorothea Winter (1949–2012), deutsche Blockflötistin
- Douglas E. Winter (* 1950), US-amerikanischer Schriftsteller, Literaturkritiker und Herausgeber

### E
- Edgar Winter (* 1946), US-amerikanischer Musiker
- Eduard Winter (1896–1982), deutscher Historiker
- Edward Winter (Kolonialadministrator) (um 1621–1686), englischer Kaufmann und Kolonialadministrator
- Edward Winter (Schauspieler) (1937–2001), US-amerikanischer Schauspieler
- Edward Winter (Schachhistoriker) (* 1955), englischer Schachjournalist und -historiker
- Edward Winter (Tennisspieler) (* 2004), australischer Tennisspieler
- Edward Henry Winter (1879–1941), US-amerikanischer Politiker
- Eje Winter (* 1941), deutsche Schriftstellerin
- Elisha J. Winter (1781–1849), US-amerikanischer Politiker
- Elly Winter (Eiskunstläuferin) (Elaine Winter; 1895–??), deutsche Eiskunstläuferin
- Elly Winter (Politikerin) (geb. Elly Pieck; 1898–1987), deutsche Archivarin und Parteifunktionärin (SED)
- Emil Winter, Pseudonym von Nikolai von Astudin (1847–1925), russischer Landschaftsmaler
- Emil Winter (Schriftsteller) (1929–2009), deutscher Mundartschriftsteller
- Emil Winter-Tymian (1860–1926), deutscher Sänger, Humorist und Theaterdirektor
- Engelbert Winter (* 1959), deutscher Althistoriker
- Eric Winter (* 1976), US-amerikanischer Schauspieler und Model
- Erich Winter (1928–2022), österreichischer Ägyptologe
- Ernst Winter (1882–1900), deutscher Schüler und Opfer in der Konitzer Mordaffäre
- Ernst Winter (Gewerkschafter) (1888–1954), deutscher Politiker (SPD)
- Ernst Winter (Politiker, 1893) (1893–1958), deutscher Politiker (KPD)
- Ernst Winter (Turner) (1907–1943), deutscher Turner
- Ernst Winter (Politiker, 1958) (* 1958), österreichischer Politiker (SPÖ) und Bundesbeamter
- Ernst Florian Winter (1923–2014), austroamerikanischer Historiker und Politikwissenschaftler
- Ernst Karl Winter (1895–1959), österreichischer Soziologe
- Erwin Winter (1903–nach 1967), deutscher Ingenieur und Chemiker
- Eva Winter (* 1971), deutsche Archäologin

### F
- Ferdinand Winter (1829–1888), deutscher Lehrer
- Feyo Udo Winter (1713–1772), deutscher Arzt
- Francis Winter (* 1972), deutscher Schauspieler und Autor
- Frank Winter (* 1970), deutscher Fernsehdarsteller
- Franz Winter (Historiker) (1833–1878), deutscher Theologe und Historiker
- Franz Winter (Politiker, 1860) (1860–1920), deutscher Politiker (SPD), MdL Schwarzburg-Rudolstadt
- Franz Winter (Archäologe) (1861–1930), deutscher Klassischer Archäologe
- Franz Winter (Schauspieler) (* 1950), deutscher Schauspieler und Regisseur
- Franz Winter (Politiker, 1954) (* 1954), deutscher Politiker
- Franz Winter (Theologe) (* 1971), österreichischer Theologe und Hochschullehrer
- Franz Florian Winter (1923–2010), deutscher Politiker (NPD)
- Franz Josef Winter (1690–1756), deutscher Maler, siehe Josef Winter (Maler)
- Fred Winter (1873–1915), US-amerikanischer Gewichtheber
- Frederik Winter (auch Friedrich Christian Winter; 1712–1760), deutscher Mediziner
- Fredi Winter (* 1948), deutscher Politiker (SPD)
- Friedrich Winter (Politiker, 1800) (1800–1852), deutscher Jurist und Politiker, MdL Hessen
- Friedrich Winter (Politiker, 1810) (1810–1866), deutscher Politiker, MdL Württemberg
- Friedrich Winter (Amtmann) (1853–1913), deutscher Amtmann
- Friedrich Winter (Politiker, 1896) (1896–1980), deutscher Politiker (SPD), MdL Nordrhein-Westfalen
- Friedrich Winter (Politiker, 1902) (1902–1982), deutscher Politiker (CSU), MdB
- Friedrich Winter (Theologe) (1927–2022), deutscher Theologe
- Friedrich Wilhelm Winter (1878–1917), deutscher Fotograf und Zeichner
- Fritz Winter (Illustrator) (1890–1952), deutscher Illustrator
- Fritz Winter (Politiker, 1899) (1899–1974), deutscher Politiker (LDP), MdL Hessen
- Fritz Winter (Maler) (1905–1976), deutscher Maler
- Fritz Winter (Politiker, II), deutscher Politiker (SPD), MdL Freistaat Lippe
- Fritz G. Winter (1910–1986), deutscher Architekt

### G
- Gabriel Winter (1869–1907), österreichischer Ingenieur
- Gabriele Winter (* 1959), deutsche Politikerin (SPD)
- Geoffrey Winter, US-amerikanischer Hornist
- Georg Winter (Botaniker) (Heinrich Georg Winter; 1848–1887), deutscher Botaniker
- Georg Winter (Historiker) (1856–1912), deutscher Historiker und Archivar
- Georg Winter (Mediziner) (1856–1946), deutscher Gynäkologe und Hochschullehrer
- Georg Winter (Fußballspieler) (1895–nach 1952), deutscher Fußballspieler
- Georg Winter (Archivar) (1895–1961), deutscher Archivar
- Georg Winter (Manager) (* 1941), deutscher Manager und Umweltökonom
- Georg Winter (Politiker) (* 1951), deutscher Politiker (CSU)
- Georg Winter (Künstler) (* 1962), deutscher Künstler
- Georg Simon Winter von Adlersflügel (1629–1701), deutscher Pferdezüchter, Tierarzt und Autor
- George Winter (auch Georg Winter; 1907–1982), österreichisch-US-amerikanischer Bauingenieur
- Gerd Winter (Rechtswissenschaftler) (* 1943), deutscher Rechtswissenschaftler
- Gerd Winter (Maler) (* 1951), deutscher Maler
- Gerd Winter, bekannt als Horst Evers (* 1967), deutscher Kabarettist und Autor
- Gerhard Winter (Pastor) (1589–1661), deutscher Geistlicher
- Gerhard Winter (Mediziner) (1919–nach 2012), deutscher Gynäkologe und Geburtshelfer
- Gerhard Winter (Philosoph) (1928–2011), deutscher Philosoph und Hochschullehrer
- Gerhard Winter (Psychologe) (1933–2013), deutscher Psychologe und Hochschullehrer
- Gerhard Winter (Zoologe) (* 1949), deutscher Zoologe, Paläontologe und Museumspädagoge
- Gerhard Winter (Toxikologe) (* 1952), deutscher Hygieniker, Toxikologe und Hochschullehrer
- Gerhard Winter (Pharmazeut) (* 1959), deutscher Pharmazeut und Hochschullehrer
- Gerlinde Winter (* 1950), deutsche Richterin am Bundespatentgericht
- Gerrit Winter (Jurist) (1935–2022), deutscher Jurist
- Gerrit Winter (Sänger) (* 1983), deutscher Sänger
- Gonzalo Winter (* 1987), chilenischer Politiker
- Gottlieb Jonathan Winter (1810–1886), deutscher Jurist und Politiker
- Gregory Winter (* 1951), britischer Molekularbiologe
- Gundolf Winter (1943–2011), deutscher Kunsthistoriker
- Gustav Winter (Archivar) (1846–1922), österreichischer Archivar und Historiker
- Gustav Winter (Politiker) (Gustav Adolf Winter; 1882–1936), deutscher Politiker und Autor
- Gustav Winter (Publizist) (1889–1943), tschechischer Publizist
- Gustav Winter (Ingenieur) (1893–1971), deutscher Ingenieur

### H
- Hanns Winter (Politiker) (auch Hans Winter; 1922–2013), deutscher Politiker
- Hannspeter Winter (1941–2006), österreichischer Physiker
- Hans Winter (Bildhauer), deutscher Bildhauer
- Hans Winter (Gartenarchitekt) (1895–1969), deutscher Gartenarchitekt
- Hans Winter (Ingenieur) (1921–1999), deutscher Maschinenbauingenieur und Hochschullehrer
- Hans Winter (Autor) (* 1978), österreichischer Autor
- Hans Winter (Politiker) (1850–1937), österreichischer Arzt und Politiker des Abgeordnetenhauses
- Hans Adolf Winter (1892–1981), deutscher Dirigent, Komponist und Musikpädagoge
- Hans Erich Winter (1894–†), deutscher Jurist, Wirtschaftswissenschaftler und nationalsozialistischer Funktionär
- Hans-Gerd Winter (* 1939), deutscher Germanist
- Harald Winter (* 1953), deutscher Maler und Zeichner
- Harold Winter (1887–1969), deutscher Bildhauer
- Heinrich Winter (Sänger) (1608–1633), deutscher Sänger
- Heinrich Winter (Landrat) (um 1833–1898), deutscher Verwaltungsbeamter
- Heinrich Winter (Maler) (1843–1911), deutscher Maler
- Heinrich Winter (Schriftsteller) (1878–1967), deutscher Marineschriftsteller
- Heinrich Winter (Autor) (1891–1960), deutscher Autor und Lehrer
- Heinrich Winter (Winzer) (1897–1988), deutscher Winzer und Politiker
- Heinrich Winter (Historiker) (1898–1964), deutscher Historiker
- Heinrich Winter (Mathematiker) (1928–2017), deutscher Mathematiker und Hochschullehrer
- Heinrich Eduard Winter (1788–1829), deutscher Lithograf, Maler und Zeichenlehrer
- Heinrich Georg Winter (1848–1887), deutscher Botaniker, siehe Georg Winter (Botaniker)
- Heinrich Winter (Chemiker) (1875–1959), deutscher Chemiker
- Heinrich Josef Winter (1922–2015), deutscher Unternehmer und Kunststoffpionier
- Heinz Winter (Fußballspieler) (* 1922), deutscher Fußballspieler
- Heinz Winter (Schauspieler) (1925–1991), österreichischer Schauspieler
- Heinz Winter (Luftfahrttechniker) (* 1935), Luftfahrttechniker
- Heinz Winter (Numismatiker), österreichischer Numismatiker, Historiker, Konservator und Autor
- Heinz-Dieter Winter (* 1934), deutscher Politiker und Diplomat
- Hellmuth Winter (1785–1847), deutsch-russischer Jurist, Schriftsteller und Hochschullehrer
- Helmut Winter (1919–2013), Werbegrafiker und Initiator des „Pasinger Knödelkriegs“, siehe Pasinger Knödelkrieg
- Helmut Winter (Organist) (1926–1983), deutscher Organist
- Helmut Winter (Ökonom) (1941–2017), deutscher Ökonom und ehemaliger Direktor der Berufsakademie Ravensburg
- Hendrik de Winter (1717–1790), niederländischer Zeichner und Kunsthändler
- Hendrikje Winter (* 1964), deutsche Figurenspielerin
- Henri Winter (* 1967), deutscher Maler
- Henry de Winter (* 1959), deutscher Sänger
- Henry Winter (* 1963), britischer Journalist
- Herbert Winter (Politiker) (* 1937), deutscher Politiker (CDU)
- Herbert Winter (Jurist) (* 1946), Schweizer Jurist und jüdischer Verbandsfunktionär
- Hermann Winter (Mediziner) (1845–1933), deutscher Militärarzt und Florist
- Hermann Winter (Ingenieur) (1897–1968), deutscher Luftfahrtingenieur und Pilot
- Hermann Winter (Maler) (1922–1988), deutscher Maler und Grafiker
- Horst Winter (1914–2001), österreichischer Musiker
- Hubert Winter (* 1966), deutscher Jazzmusiker
- Hugo Winter (1885–1952), österreichischer Musikverleger

### I
- Imrich Winter (1878–1943), ungarischer Unternehmer und Museumsleiter
- Irene Winter (Leichtathletin) (1906–??), australische Leichtathletin
- Irene Winter (Schachspielerin) (1931–2000), deutsche Schachspielerin
- Irene J. Winter (* 1940), US-amerikanische Kunsthistorikerin und Hochschullehrerin

### J
- Jack Winter (1881–1940), deutscher Filmarchitekt
- Jakob Winter (Schauspieler) (1784–1865), deutscher Schauspieler
- Jakob Winter (Rabbiner) (1857–1940), Rabbiner und Herausgeber
- Jakob Winter (Politiker) (1879–1965), deutscher Landwirt und Politiker (CDU)
- James Winter (1919–2006), US-amerikanischer Hornist
- James Spearman Winter (1845–1911), kanadischer Politiker
- Jan Winter (* 1961), deutscher Schriftsteller
- Jan Willem de Winter (1761–1812), niederländischer Admiral
- Jeff Winter (* 1955), englischer Fußballschiedsrichter
- Jennifer Winter (* 1988), deutsche Handballspielerin und -trainerin
- Jenny Winter, Pseudonym von Annette Weber (* 1956), deutsche Schriftstellerin
- Jens Winter (* 1965), deutscher Schauspieler
- Jessica Witte-Winter (* 1972), deutsche Moderatorin
- Jiří Winter (Neprakta; 1924–2011), tschechischer Karikaturist
- Jo de Winter (1921–2016), US-amerikanische Schauspielerin
- Jo Winter (1944–2006), deutscher Pfarrer, Lyriker und Dissident
- Joachim Winter (Wirtschaftswissenschaftler) (* 1967), deutscher Wirtschaftswissenschaftler
- Joachim Winter (Fußballspieler) (* 1975), österreichischer Fußballspieler
- Jochen Winter (* 1957), deutscher Schriftsteller
- Jodi Winter (* 1976), australische Ruderin
- Johann Winter (Architekt) (1949–2012), österreichischer Architekt
- Johann Winter von Andernach (Johann Winter; 1505–1574), deutscher Mediziner, Hochschullehrer und Humanist
- Johann Winter von Güldenborn (1595–1668), deutscher Militär und Verwaltungsbeamter
- Johann Adolf Winter (1816–1901), deutscher Otologe, Ophthalmologe und Bibliothekar
- Johann Carl August Winter (1815–1876), deutscher Politiker, Mitglied der Frankfurter Nationalversammlung, siehe August Winter (Politiker, 1815)
- Johann Christian Winter (Jurist), deutscher Jurist
- Johann Christian Winter (Kantor) (1718–1802), deutscher Kantor, Dichter und Musikdirektor
- Johann Christian Winter (Drucker) (vor 1747–1791), deutscher Drucker
- Johann Conrad Winter († 1777), deutscher Klavierbauer
- Johann Georg Winter (1707–1770), deutscher Maler
- Johann Heinrich Winter (1800–??), deutscher Klavierbauer
- Johann Hinrich Winter (1773–1801), deutscher Klavierbauer
- Johann Wilhelm Winter (um 1696–1756), deutscher Zeichner und Kupferstecher, siehe Johann Wilhelm Windter
- Johannes Winter (1935–2014), deutscher Politiker (CDU)
- Johannes Winter (Wissenschaftsmanager) (* 1977), deutscher Geograf und Wissenschaftsmanager
- John Winter (Leichtathlet) (1924–2007), australischer Leichtathlet
- John Winter, Pseudonym von Louis Krages (Rennfahrer) (1949–2001), deutscher Automobilrennfahrer
- John Garrett Winter (1881–1956), US-amerikanischer Klassischer Philologe
- Johnny Winter (1944–2014), US-amerikanischer Bluesmusiker
- Jonathan Winter (* 1971), neuseeländischer Schwimmer
- Jörg Winter (Kirchenrechtler) (* 1944), deutscher Kirchenrechtler
- Jörg Winter (Physiker) (* 1948), deutscher Physiker und Hochschullehrer
- Jörg Winter (Journalist) (* 1972), österreichischer Journalist
- Josef Winter (Maler) (Franz Josef Winter; 1690–1756), deutscher Maler
- Josef Winter (Mediziner) (Josef von Winter, Pseudonym Reinhold Fuchs; 1857–1916), österreichischer Mediziner und Schriftsteller
- Josef Winter (Biotechnologe), deutscher Biotechnologe und Hochschullehrer
- Josef Albert Winter (1888–1955), österreichischer Politiker (CSP)
- Josefine Winter (1873–1943), österreichische Komponistin, Malerin und Schriftstellerin
- Joseph Georg Winter (1751–1789), deutscher Teppichwirker, Maler, Kupferstecher und Zeichenlehrer
- Judy Winter (* 1944), deutsche Schauspielerin
- Julia Winter (* 1993), britische Schauspielerin
- Julius Winter (1899–1995), deutscher Versicherungsmanager
- Jürgen Christoph Winter (* 1938), deutscher Jurist, Afrikanist und Hochschullehrer
- Jürgen Hinrich Winter (1726–vor 1791), deutscher Klavierbauer

### K
- Karina Winter (* 1986), deutsche Bogenschützin
- Karl Winter (Dechant) (1733–1810), deutscher Theologe und Dechant der Grafschaft Glatz
- Karl Winter (Architekt, 1871) (1871–1962), deutscher Architekt
- Karl Winter (Politiker, I), österreichischer Politiker (SDAP)
- Karl Winter (Theologe) (1882–1967), deutscher Theologe und Pastor
- Karl Winter (Kaufmann) (1883–1923), deutscher Kaufmann und Offizier
- Karl Winter (Politiker, 1893) (1893–1963), österreichischer Politiker (ÖVP), Wiener Landtagsabgeordneter
- Karl Winter (Architekt, 1894) (1894–1969), deutsch-böhmischer Architekt
- Karl Winter (Politiker, 1897) (1897–1971), deutscher Politiker (SED)
- Karl Winter (Zahnmediziner) (1900–1984), deutscher Zahnarzt
- Karl Winter (Schriftsteller) (1908–1977), deutscher Schriftsteller und Lyriker
- Karl Winter (Bergsteiger), österreichischer Bergsteiger
- Karl-Heinz Winter (* 1924), deutscher Heimatforscher
- Karl Matthäus Winter (1932–2012), deutscher Bildhauer
- Kaspar Winter (1869–1950), deutscher Politiker (Zentrum), MdL Hessen
- Katharina Winter (1901–2005), deutsche Widerstandskämpferin
- Katia Winter (* 1983), schwedische Schauspielerin
- Katy Winter (* 1983), Schweizer Sängerin
- Kevin De Winter (* 1971), deutscher Schlagersänger
- Kim Winter (* 1973), deutsche Schriftstellerin
- Kitty Winter (* 1952), deutsche Jazzsängerin
- Klaus Winter (Physiker) (1930–2015), deutscher Physiker
- Klaus Winter (Jurist) (1936–2000), deutscher Jurist und Richter
- Konrad Winter (* 1963), österreichischer Künstler
- Kristin Winter (* 1958), deutsche Autorin
- Kurt Winter (Holzbildhauer) (1897–1984), deutscher Holzbildhauer und Kunstschnitzer
- Kurt Winter (Mediziner) (1910–1987), deutscher Sozialmediziner, Hochschullehrer und Gesundheitspolitiker
- Kurt Winter (Politiker) (* 1931), deutscher Politiker (KPD, SED)
- Kurt Winter (Musiker) (1946–1997), kanadischer Gitarrist und Songwriter

### L
- Larissa Winter (* 2004), deutsche Volleyballspielerin
- Lars Winter (Schriftsteller) (* 1958), deutscher Schriftsteller
- Lars Winter (Fechter) (* 1962), finnischer Fechter
- Lars Winter (Politiker) (* 1963), deutscher Politiker (SPD)
- Laurent Winter, Pseudonym von Victor Brault (1899–1963), kanadischer Sänger, Chordirigent und Musikpädagoge
- Lee Winter, australische Schriftstellerin
- Lennard Winter (* 2000), deutscher Basketballspieler
- Leon de Winter (* 1954), niederländischer Schriftsteller
- Leonard Conrad Winter (1728–1777), deutscher Klavierbauer
- Leopold Winter (Franziskaner) (1705/1706–1775), deutscher Franziskaner
- Leopold von Winter (Theologe) (1797–1864), deutscher Theologe
- Leopold von Winter (Politiker) (1823–1893), deutscher Beamter und Politiker (NLP), MdR
- Leopold Winter, Pseudonym von Walter Lindau (1833–1911), österreichischer Mediziner und Schriftsteller
- Leopoldine Winter (1854–1945), österreichische Frauenrechtlerin
- Lev Winter (1876–1935), tschechoslowakischer Politiker
- Liane Winter (1942–2021), deutsche Leichtathletin
- Ľudovít Winter (1870–1968), ungarisch-slowakischer Kurunternehmer
- Ludwig Winter (Politiker, 1783) (1783–nach 1868), deutscher Jurist und Piolitiker
- Ludwig Winter (Architekt) (1843–1930), deutscher Architekt und Baubeamter
- Ludwig Winter (Gärtner) (1846–1912), deutscher Botaniker und Gärtner
- Ludwig Winter (Pfarrer) (1868–1920), deutscher Marinepfarrer
- Ludwig Winter (Politiker, 1894) (1894–nach 1945), deutscher Politiker (NSDAP), MdR
- Ludwig Winter (Politiker, 1907) (1907–1982), deutscher Politiker (SPD), MdL Braunschweig
- Ludwig Georg Winter (1778–1838), deutscher Beamter und Politiker

### M
- Madeleine Winter-Schulze (* 1941), deutsche Reiterin und Unternehmerin
- Mandy Winter (* 1968), deutsche Sängerin
- Manfred Winter (Geistlicher) (1947–2008), deutscher Geistlicher
- Manfred Winter (Eisschnellläufer) (* 1954), deutscher Eisschnellläufer
- Manfred Winter (Basketballspieler) (* 1963), deutscher Basketballspieler und Sportjournalist
- Mara Winter (* 1980 oder 1981), deutsche Schriftstellerin
- Maren Winter (* 1961), deutsche Schriftstellerin
- Maren Jasper-Winter (* 1977), deutsche Politikerin (FDP), MdA
- Margarete Winter (Anna Margarete Winter; 1857–1934), deutsche Lederfabrikantin und Automobilistin
- Margrit Winter (1917–2001), Schweizer Schauspielerin
- Marianne Stern-Winter (1919–1998), deutsche Überlebende des Holocaust
- Mark J. Winter, britischer Chemiker und Hochschullehrer
- Marko Winter (* 1973), deutscher Politiker (AfD)
- Markus Winter (* 1973), deutscher Musiker, Sänger, Komponist und Autor
- Markus Winter (* 1982), deutscher Rapper, siehe Maeckes
- Martin Winter (Logiker) (1553–1595), deutscher Dichter und Logiker
- Martin Winter (Heimatforscher) (1913–2003), deutscher Heimatforscher
- Martin Winter (Journalist) (* 1948), deutscher Journalist
- Martin Winter (Ruderer) (1955–1988), deutscher Ruderer
- Martin Winter (Chemiker) (* 1965), deutscher Chemiker und Hochschullehrer
- Martin Winter (Sinologe) (* 1966), österreichischer Sinologe, Übersetzer und Lyriker
- Martin Winter (Historiker) (* 1968), deutscher Historiker
- Max Winter (1870–1937), österreichischer Reporter, Journalist, Schriftsteller und Politiker
- Max de Winter (1920–2012), niederländischer Chemiker
- Michael Winter (Journalist) (1946–2024), deutscher Journalist und Schriftsteller
- Michael Winter (1949–2018), deutscher Musiker, Sänger und Schauspieler, siehe Xynn
- Michael Winter (Agrarwissenschaftler) (David Michael Winter; * 1955), britischer Agrarwissenschaftler und Ökonom
- Michael Winter (Schriftsteller) (* 1965), kanadischer Schriftsteller
- Michael Winter (Reiter) (* 1974), kanadischer Reiter
- Michael Winter (Sportschütze) (* 1976), deutscher Sportschütze
- Michael Winter (Musiker) (* 1980), US-amerikanischer Jazzmusiker
- Michael Winter (* 1985), deutscher Rapper, siehe Blood Spencore
- Mona Winter (* 1946), deutsche Regisseurin und Schriftstellerin

### N
- Neil Winter (* 1974), britischer Stabhochspringer
- Nick Winter (1894–1955), australischer Dreispringer
- Nicola Winter (* 1985), deutsche Kampfpilotin und Raumfahrtkandidatin
- Nicolas Winter (* 1992), deutscher Fußballschiedsrichter
- Nike Winter (* 1989), österreichische Fußballspielerin
- Nils Winter (Leichtathlet) (* 1977), deutscher Weitspringer
- Nils Winter (Fußballspieler) (* 1993), deutscher Fußballspieler

### O
- Olaf Winter (Lichtdesigner) (* 1958), deutscher Lichtdesigner
- Olaf Winter (Kanute) (* 1973), deutscher Kanute
- Ophélie Winter (* 1974), französische Sängerin und Schauspielerin
- Oskar August Winter (1886–1984), deutscher Maler
- Otto Winter (Politiker) (1901–1973), österreichischer Politiker (SPÖ)
- Otto Winter (Oboist) (1937–2020), deutscher Oboist und Hochschullehrer
- Otto Winter-Hjelm (1837–1931), norwegischer Komponist, Dirigent, Organist, Musikkritiker und -pädagoge
- Otto Friedrich Winter (1918–2003), österreichischer Archivar, Historiker und Politiker

### P
- Pascal Winter (* 1994), deutscher Volleyballspieler
- Patrick M. de Winter (* 1939), Kunsthistoriker
- Paul Winter (Komponist) (1894–1970), deutscher Komponist und Generalleutnant
- Paul Winter (Generalmajor) (1902–1942), deutscher Generalmajor
- Paul Winter (Historiker) (1904–1969), tschechisch-britischer Rechtsanwalt, Lyriker und Theologiehistoriker
- Paul Winter (Leichtathlet) (1906–1992), französischer Diskuswerfer
- Paul Winter (Ingenieur) (1915–1990), Schweizer Ingenieur und Verkehrs-/Eisenbahnhistoriker
- Paul Winter (Saxophonist) (* 1939), US-amerikanischer Saxophonist und Bandleader
- Paul Winter (Skispringer) (* 1997), deutscher Skispringer
- Pauline Winter (1917–2015), britische Schauspielerin
- Pedro Winter (Pierre Winter; * 1975), französischer DJ
- Peter von Winter (1754–1825), deutscher Komponist
- Peter Winter (Herausgeber) (Tanielpheder; 1898–1985), rumänisch-deutscher Schriftsteller, Verleger und Herausgeber
- Peter Winter (Journalist) (1935–2011), deutscher Journalist und Cartoonist
- Peter Winter (Fälscher) (1941?–2018), deutscher Briefmarkenfälscher
- Peter Winter (Ingenieur) (1943–2019), Schweizer Elektroingenieur
- Peter Winter (Politiker) (* 1954), deutscher Politiker (CSU)
- Peter Winter (Leichtathlet) (* 1971), australischer Zehnkämpfer
- Peter Winter-Heidingsfeld (1871–1920), deutscher Maler und Bildhauer
- Petra Winter (Tiermedizinerin, 1966) (* 1966), österreichische Veterinärmedizinerin und Hochschullehrerin
- Petra Winter (Historikerin) (* 1972), deutsche Historikerin und Archivarin
- Petra Winter (Tiermedizinerin, 1974) (* 1974), deutsche Veterinärmedizinerin
- Petra Winter (Journalistin) (* 1975), deutsche Politikwissenschaftlerin und Journalistin

### R
- Rachel Winter, US-amerikanische Filmproduzentin
- Rainer Winter (Rainer F. Winter; * 1964), deutscher Chemiker und Hochschullehrer
- Ralph Winter (Filmproduzent) (* 1952), US-amerikanischer Filmproduzent
- Ralph Winter (Volkswirt), kanadischer Volkswirt
- Ralph K. Winter, Jr. (* 1935), US-amerikanischer Jurist und Richter
- Raphael Winter (1784–1853), deutscher Maler
- Rebecca Winter (* 1959), deutsche Schauspielerin
- Regine Winter (* 1957), deutsche Richterin
- Reinhard Winter (Sportwissenschaftler) (1928–2016), deutscher Sportwissenschaftler und Hochschullehrer
- Reinhard Winter (Politiker) (* 1953), deutscher Politiker (CDU)
- Reinhard Winter (Pädagoge) (* 1958), deutscher Pädagoge und Geschlechterforscher
- Reinhardt Winter (* 1957), österreichischer Schauspieler
- Renate Winter (* 1944), österreichische Richterin
- Renate Herrmann-Winter (* 1933), deutsche Germanistin und Hochschullehrerin
- Ricardo Winter (* 2002), deutsch-österreichischer Politiker der Partei Volt
- Richard Winter (1934–1994), rumänischer Politiker (RKP)
- Robert Winter (Drucker) (um 1500–um 1554), Schweizer Buchdrucker und Verleger
- Robert Winter (Attentäter) (auch Robert Wintour; 1568–1606), englischer Soldat, beteiligt am Gunpowder Plot
- Robert Winter (Politiker) (1831–1910), deutscher Gutsbesitzer und Politiker, MdL Württemberg
- Robert Winter (Architekturhistoriker) (1924–2019), amerikanischer Architekturhistoriker
- Robert Winter (Architekt) (um 1926–1986), Schweizer Architekt
- Robert Winter (Musikwissenschaftler) (* 1945), US-amerikanischer Musikwissenschaftler
- Robert Winter (Wirtschaftsinformatiker) (* 1960), deutscher Wirtschaftsinformatiker
- Rolf Winter (Maler) (1881–1968), deutscher Maler und Dichter
- Rolf Winter (Journalist) (1927–2005), deutscher Journalist und Autor
- Rolf Winter (Fußballspieler) (* 1939), deutscher Fußballspieler
- Rolf Winter (Mediziner) (1946–2020), deutscher Augenarzt und Hochschullehrer
- Ron Winter (* 1946), NFL-Schiedsrichter
- Ronan Winter (* 1993), deutscher Autor und Klimaaktivist
- Rosa Winter (1923–2005), österreichische Überlebende des Porajmos
- Rosemarie Fiedler-Winter (1921–2012), deutsche Wirtschaftsjournalistin und Verbandsfunktionärin
- Rudi De Winter (* 1961/1962), Wirtschaftsmanager
- Rudolf Winter (Politiker) (1893–1965), deutscher Ingenieur und Politiker (SPD), MdL Niedersachsen
- Rudolf Winter (Segler), tschechoslowakischer Segler
- Rudolf Winter (Manager) (* 1927), deutscher Industriemanager und Parteifunktionär (SED)
- Rudolf Winter-Ebmer (* 1961), österreichischer Wirtschaftswissenschaftler
- Ruth Winter (Schauspielerin) (1925–2017), österreichische Schauspielerin
- Ruth Winter (Journalistin) (Ruth Grosman Winter; * 1930), US-amerikanische Journalistin und Autorin

### S
- Sabine Winter (* 1992), deutsche Tischtennisspielerin
- Schorsch Winter (1899–1955), deutscher Maler und Holzschnitzer
- Sean Winter (* 1990), US-amerikanischer Pokerspieler
- Sidney G. Winter (* 1935), US-amerikanischer Ökonom
- Siegfried Martin Winter (1893–1975), deutscher Autor
- Stefan Winter (Linguist) (1936–2006), deutscher Linguist
- Stefan Winter (Bauingenieur) (* 1959), deutscher Bauingenieur und Hochschullehrer
- Stefan Winter (Sportphilologe) (* 1968), deutscher Sportphilologe
- Stefan Winter (Historiker) (* 1970), kanadischer Historiker und Hochschullehrer
- Stefan F. Winter (Musikproduzent) (* 1958), deutscher Musikproduzent
- Stefan F. Winter (Mediziner) (Stefan Frank Winter; 1960–2018), deutscher Mediziner, Hochschullehrer und Ministerialbeamter
- Stephan Winter (* 1970), deutscher Theologe
- Susann B. Winter (* 1962), deutsche Schauspielerin
- Susanne Winter (* 1957), österreichische Politikerin (FPÖ)
- Susanne Winter (Forstwissenschaftlerin), deutsche Forstwissenschaftlerin
- Sven Winter (* 1998), deutscher Volleyball- und Beachvolleyballspieler
- Sylvie Winter (* 1945), deutsches Fotomodell

### T
- Ted Winter (1909–2009), australischer Stabhochspringer
- Terence Winter (* 1960), US-amerikanischer Drehbuchautor und Produzent
- Tex Winter (1922–2018), US-amerikanischer Basketballtrainer
- Theo Winter (1872–1949), deutscher Maler und Zeichner
- Theodor Winter (Maler) (1872–1949), deutscher Maler
- Theodor Winter (Kommunist) (1902–1944), deutscher Tischler, Kommunist und Widerstandskämpfer
- Thomas Winter (Politikwissenschaftler) (* 1954), deutscher Politikwissenschaftler
- Thomas Winter (Fußballspieler) (* 1967), deutscher Fußballspieler
- Thomas Winter (Polospieler) (* 1968), deutscher Polospieler
- Thomas Winter (Schauspieler) (* 1974), deutscher Schauspieler
- Thomas Daniel Winter (1896–1951), US-amerikanischer Politiker
- Timothy Winter (* 1960), britischer Schriftsteller
- Tobias Winter (* 1993), österreichischer Beachvolleyballspieler
- Torsten Winter (* 1945), deutscher Badmintonspieler

### U
- Ulrich Winter (* 1964), deutscher Romanist
- Ulrich J. Winter (1951–2018), deutscher Mediziner
- Ursula Winter, deutsche Literaturwissenschaftlerin und Autorin
- Uwe Winter (* 1965), deutscher Radrennfahrer

### V
- Valerie Winter (* 1976), deutsche Wirtschaftswissenschaftlerin und Hochschullehrerin
- Václav Winter (* 1976), tschechischer Fußballspieler
- Vera Winter (* 1951), deutsche Badmintonspielerin
- Veronika Winter (* 1965), deutsche Sopranistin
- Viktor Winter (* 1999), österreichischer Fußballspieler
- Vincent Winter (1947–1998), britischer Schauspieler
- Vitus Anton Winter (1754–1814), deutscher Theologe

### W
- Walter Winter (1919–2012), deutscher Überlebender des Porajmos
- Walter Winter (Maler) (* 1959), österreichischer Maler und Grafiker
- Werner Winter (Marineoffizier) (1912–1972), deutscher Marineoffizier
- Werner Winter (Sprachwissenschaftler) (1923–2010), deutscher Indogermanist und Sprachwissenschaftler
- Werner Winter (General) (* 1923), deutscher Generalleutnant
- Werner Winter (Dompteur) (1924–2001), Schweizer Dompteur
- Wiebke Winter (* 1996), deutsche Politikerin (CDU)
- Wilhelm Winter (Politiker, 1803) (1803–1895), deutscher Gutsbesitzer und Politiker (Konservative Partei), MdR
- Wilhelm Winter (Politiker, 1813) (1813–1901), deutscher Politiker, Bürgermeister von Homberg (Efze)
- Wilhelm Winter (Politiker, 1900) (1900–1973), deutscher Landwirt und Politiker (BCSV, CDU), MdL Baden
- Wilhelm Winter (Mathematiker) (* 1968), deutscher Mathematiker
- Willi Winter (* 1953), deutscher Kabarettist und Puppenspieler
- William Winter (Admiral) († 1589), englischer Admiral
- William Winter (Autor) (1836–1917), US-amerikanischer Dramakritiker und Autor
- William Winter (Schachspieler) (1897–1955), britischer Schachspieler
- William Winter (Politiker) (1923–2020), US-amerikanischer Politiker (Mississippi)
- William Joseph Winter (* 1930), US-amerikanischer Geistlicher, Weihbischof in Pittsburgh
- Wolfgang Winter (Fußballspieler) (* 1957), österreichischer Fußballspieler
- Wolfgang Winter (* 1960), deutscher Bildhauer, siehe Winter/Hörbelt
- Wolfgang Winter (Handballspieler) (* 1964), deutscher Handballspieler
- Wolfram Winter (* 1963), deutscher Medienmanager und Hochschullehrer

### Z
- Zikmund Winter (1846–1912), tschechischer Schriftsteller und Historiker